# La orca
La orca è un film del 1976, diretto da Eriprando Visconti.

## Trama
Tre rapitori organizzano il sequestro di Alice, studentessa di un'altolocata famiglia lombarda. Uno di loro in particolare, Michele, è incaricato di tenerla sotto costante sorveglianza in un casolare abbandonato. Se in un primo momento la ragazza è costretta anche ad accettare le attenzioni del suo carceriere, col tempo sarà invece lei a renderlo succube.
Allorché la polizia individua e circonda l'abitazione, Michele, spaventato, consegna la sua pistola ad Alice che lo uccide senza il minimo rimorso. Le autorità si assumeranno poi la responsabilità della morte del criminale, scagionando così la ragazza.

## Produzione
Il film accenna alcuni temi del romanzo Horcynus Orca di Stefano D'Arrigo.
Nel cast compaiono i nomi di Michele Placido e Flavio Bucci, all'epoca attori ancora emergenti.
Quasi tutto il lungometraggio è ambientato nelle zone limitrofe di Pavia. Girato in appena 5 settimane, viene prodotto con un budget limitato, di appena 40 milioni di lire (equivalente a circa 214 000 euro del 2022).
Ottenendo un ottimo riscontro di pubblico, Visconti realizza l'anno seguente il seguito Oedipus orca.

## Distribuzione
Uscito nelle sale italiane a partire dal 19 febbraio del 1976, venne vietato ai minori di 18 anni. Per un breve periodo fu addirittura sequestrato dal Tribunale di Roma. Soltanto nel 2006, tramite una revisione ministeriale, è stato abbassato il limite di età a 14 anni.
Edito in home video, è presente nelle principali piattaforme streaming.

## Accoglienza
La orca incassò più di un miliardo di lire. É stato il più grande successo commerciale del regista.
La critica si divise all'epoca. Giovanni Grazzini si espresse favorevolmente, sottolineando come «Eriprando Visconti ha avuto ragione di trascurare i luoghi comuni del film d'azione e di puntare sulle tensioni psicologiche». Di parere opposto, Morando Morandini: «Nel cimentarsi ancora con la cronaca nera, E. Visconti, nipote di Luchino, ha combinato un maldestro pastrocchio in cui il basso costo è soltanto un'attenuante generica».
Col tempo, il film è stato riscoperto e apprezzato dai fan del cinema di genere. La rivista Nocturno lo considera un cult movie.